# Bucentaure
O Bucentaure foi um navio de linha de 80 canhões da Marinha Francesa,navio principal de sua classe. Ele foi a nau capitânia do Vice-Almirante Latouche Tréville, que morreu a bordo em 18 de Agosto de 1804.

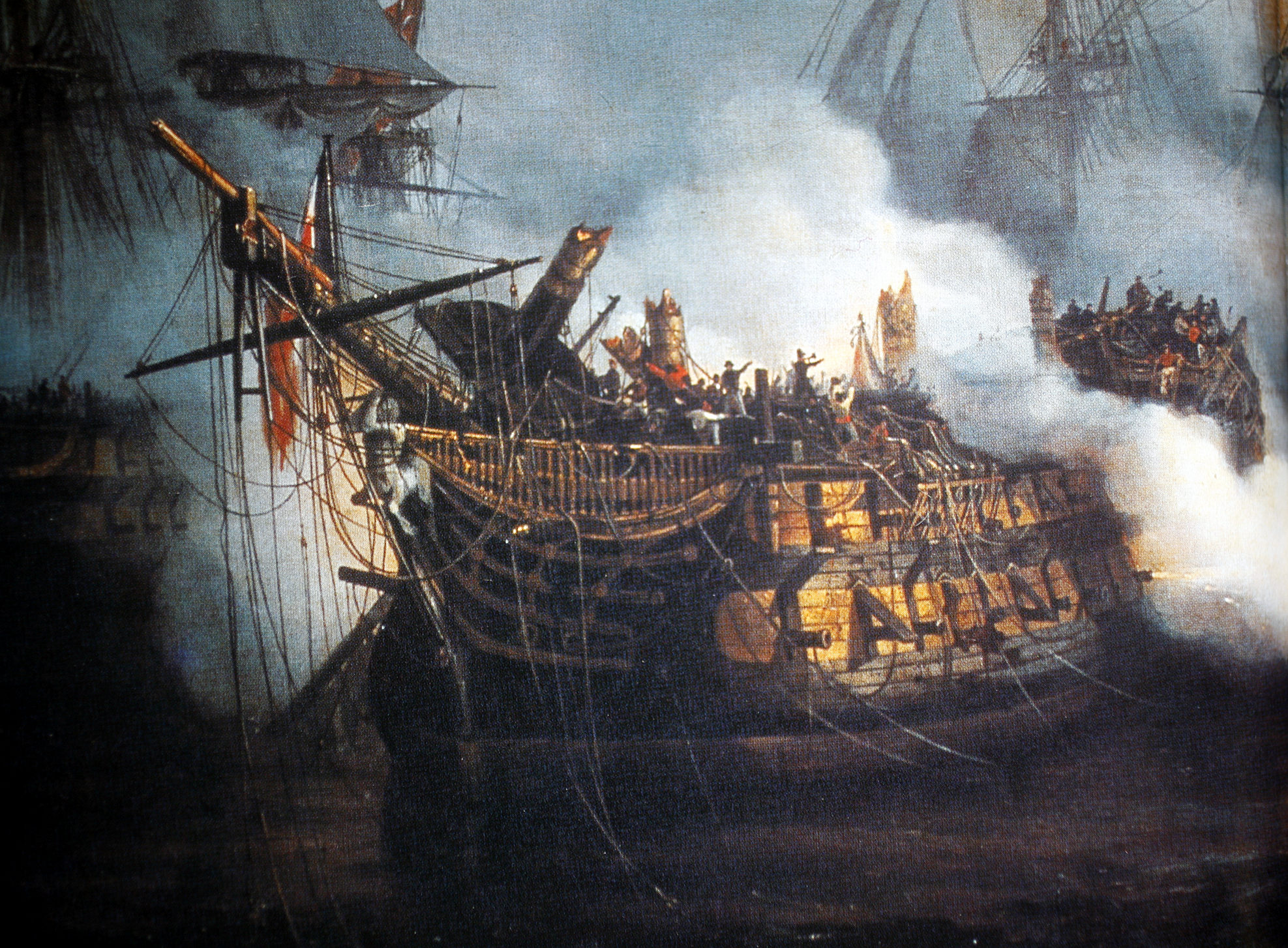
O Bucentaure em Trafalgar

O Vice-Almirante Villeneuve hasteou a sua bandeira em 06 novembro de 1804. Na Batalha de Trafalgar, em 21 de outubro de 1805, ele era comandado pelo Capitão Jean-Jacques Magendie. Ele era a nau capitânia de Villeneuve. O HMS Victory, do almirante  Nelson, conduzindo a coluna de barlavento da frota britânica, quebrou a linha francesa bem na  popa do Bucentaure e logo a frente do Redoutable. O Victory  disparou em sua popa menos protegida e ele sofreu baixas de 197 mortos e 85 feridos (incluindo o capitão Megendie); O almirante Villeneuve teve sorte de sobreviver, mas isto pôs efetivamente o Bucentaure fora da maior parte da luta. Após três horas de combates, ele se rendeu ao capitão James Atcherly dos Marines do HMS Conqueror.
É suposto Villeneuve ter perguntado a quem ele estava se rendendo. Ao ser informado que era o Captain Pellew, ele respondeu: "Não há vergonha em se entregar ao galante Sir Edward Pellew." Quando ele foi informado de que o capitão do Conqueror (Israel Pellew) era o irmão de Sir Edward, ele disse, "A Inglaterra te a sorte de ter tais dois irmãos".
Nos dias seguintes, a tripulação do Bucentaure se levantou contra a tripulação britânica posta a bordo de navio apresado, e recapturou o navio. No entanto, ele naufragou na tempestade com forte vendaval em 23 de Outubro de 1805.